# Zbigniew Stala
Zbigniew Stala (ur. 1951) – polski hokeista.
Zawodnik grający na pozycji napastnika. W latach 1972–1975 grał w Legii Warszawa, a w latach 1976–1981 bronił barw Łódzkiego Klubu Sportowego.